# 土佐鰜鮃
土佐鰜鮃（学名：Psettina tosana），又名扁魚、皇帝魚、半邊魚、比目魚，为輻鰭魚綱鰈形目鰈亞目鮃科鰜鮃屬下的一个种，為溫帶海水魚，分布於西北太平洋日本高知縣至台灣海域，棲息在沙泥底質水域，以底棲生物為食，生活習性不明。